# 娄烦县
娄烦县是中国山西省太原市所辖的一个县。总面积为1289.85平方公里，娄烦县地处太原市西北、吕梁山腹地、汾河中上游，距太原市区97公里。娄烦县曾是国家级扶贫开发重点县，2019年4月，因精准扶贫工作推进而退出国家扶贫重点县。縣人民政府駐地婁煩鎮。

## 历史
娄烦古称楼烦，原是春秋战国时之樓煩國，為戰國趙武靈王所破，樓煩則以地名保存下來。隋朝初期设置楼烦监牧。隋开皇十八年（598年），楼烦属汾源县。大业四年（608年），置楼烦郡，统静乐县、临泉县、秀容县。唐朝武德四年（621年），置六度县，其治今娄烦县城北六度村，属管州管辖。武德六年（623年），并入静乐县，改属岚州。贞观十五年（641年），置楼烦监，是当时重要的养马场。天宝元年（742年），改岚州为楼烦郡。乾元元年（758年）复为岚州。龙纪元年（889年），特置宪州于楼烦，领天池县、玄池县、楼烦县，州治在今娄烦县汾河水库。五代后晋天会三年（959年），属太原府宪州。宋朝咸平五年（1002年），再设楼烦县，改属岚州。金朝大定二十九年（1189年）楼烦属河东北路岚州。元朝太祖十六年（1221年），楼烦废县，并入管州，同年复置县，隶属太原路。明朝洪武二年（1369年），娄烦为镇，设巡检司。清朝雍正二年（1724）娄烦镇属忻州静乐县。
民国初年，属静乐县。民国二十九年（1940年）元月，属晋西北行政政公署三专署静乐县。抗日战争时期，娄烦为抗日根据地，属八路军晋绥边区；娄烦也是静乐县抗日民主政府驻地。
抗日战争结束后，民国三十四年9月25日（1945年），中华民国接管娄烦镇，仍属静乐县。1971年5月，建娄烦县，属吕梁地区。
1972年4月，划归太原市。

## 人口
根據第七次人口普查數據，截至2020年11月1日零時，婁煩縣常住人口為91208人。
2022年全县总人口为8.8万人。

## 地理
娄烦县境四周高山环绕，与邻近各县构成天然分界，属吕梁山系、最高山峰北云顶（海拔2659米），地势由西南向东南倾斜。其余部分由黄土丘陵地和河谷平川地。经流的河流主要有汾河及其支流涧河等。境内主要水库有汾河水库。

## 行政区划
娄烦县下辖3个镇、5个乡、6个社区居委会、142个行政村：
娄烦镇、静游镇、杜交曲镇、马家庄乡、盖家庄乡、米峪镇乡和天池店乡。

## 经济
娄烦县的矿藏资源主要有煤炭、铁、铜、钨、银、锡、大理石、云母、硅、石灰石等，其中以煤炭、铁的蕴藏量最多。2012年，全县地区生产总值15.71亿元人民币。规模以上工业增加值6.85亿元。固定资产投资8.77亿元。财政总收入9.66亿元。社会消费品零售总额2.89亿元。农民人均纯收入4073元。2012年，娄烦县实施库周城周造林绿化，被林业部评为“全国建设保护户发展森林资源目标责任制优秀县”，并投入治理汾河水库。2012年，举办招商引资恳谈会，签订万亩油松育苗基地等项目。作为主要经济收入来源的马铃薯产业，并兼顾发展大蒜、胡萝卜等经济作物。2013年，娄烦县开始加大对马铃薯产业的推广与生产。2015年，娄烦山药蛋获得“地理标志证明商标”称号（注册号：14504540）。2019年4月，因精准扶贫工作推进而退出国家扶贫重点县。

## 交通
- 339国道过境。
- 平临高速（S50）在娄烦县北部过境[16]。